# Wong Kwan Hang
Wong Kwan Hang (19 de mayo de 1992) es un deportista hongkonés que compite en bochas adaptadas. Ganó una medalla de plata en los Juegos Paralímpicos de Tokio 2020 en la prueba de dobles mixto (clase BC4).

## Palmarés internacional
| Juegos Paralímpicos | Juegos Paralímpicos | Juegos Paralímpicos | Juegos Paralímpicos |
| Año                 | Lugar               | Medalla             | Prueba              |
| ------------------- | ------------------- | ------------------- | ------------------- |
| 2020                | Tokio (Japón)       | Medalla de plata    | Dobles BC4 mixto    |